# أنيتا ويست
أنيتا ويست (بالإنجليزية: Anita West)‏ هي مذيعة ومقدمة تلفزيونية وممثلة بريطانية، ولدت في 1935.

## وصلات خارجية
- أنيتا ويست على موقع IMDb (الإنجليزية)
- أنيتا ويست على موقع قاعدة بيانات الفيلم (الإنجليزية)